# Kljutj
Kljutj (bulgariska: Ключ) är ett distrikt i Bulgarien.   Det ligger i kommunen Obsjtina Petritj och regionen Blagoevgrad, i den sydvästra delen av landet, 150 km söder om huvudstaden Sofia.
Omgivningarna runt Kljutj är en mosaik av jordbruksmark och naturlig växtlighet. Runt Kljutj är det ganska tätbefolkat, med 80 invånare per kvadratkilometer.